# Verticicladus amazonensis
Verticicladus amazonensis är en svampart som beskrevs av Matsush. 1993. Verticicladus amazonensis ingår i släktet Verticicladus, divisionen sporsäcksvampar och riket svampar.   Inga underarter finns listade i Catalogue of Life.